# غاري ك. نيلسون
غاري ك. نيلسون (بالإنجليزية: Gary K. Nelson)‏ هو محامي وقاضي وسياسي أمريكي، ولد في 12 يوليو 1935 في لاكروس في الولايات المتحدة، وتوفي في 17 مايو 2013 في ميسا في الولايات المتحدة. حزبياً، نشط في الحزب الجمهوري.